# Ardigò I
 Ardigò I (fl. XX secolo) è stato un calciatore italiano, di ruolo attaccante.

## Carriera
Con la Cremonese disputa 8 partite realizzando 3 reti nel 1921-22, e 6 gare nel successivo campionato di Prima Divisione 1922-1923.